# Evangelische Stadtkirche Lengerich

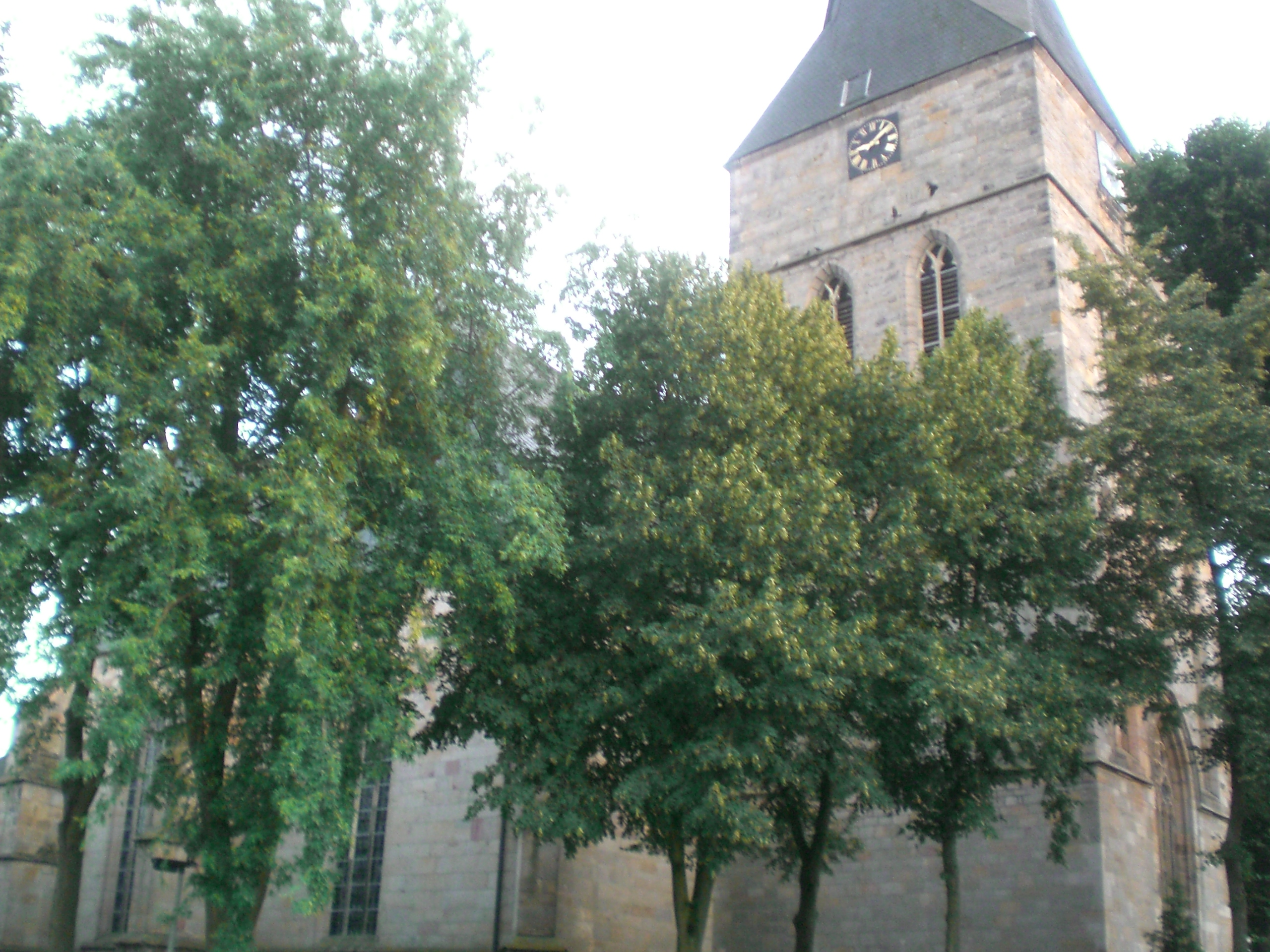
Ansicht der Stadtkirche (2007)

Die Evangelische Stadtkirche in Lengerich im Tecklenburger Land stammt in ihrer heutigen Form aus dem 14. und 15. Jahrhundert. Kirche und Gemeinde gehören zum Kirchenkreis Tecklenburg der Evangelischen Kirche von Westfalen.

## Geschichte
Eine erste Kirche wurde vermutlich zwischen dem 9. und 11. Jahrhundert auf dem Lengericher Besitz des Damenstifts zu Herford errichtet. Eine zweite Kirche, von der sicher feststeht, dass sie bereits aus Stein erbaut war, entstand in der zweiten Hälfte des 12. Jahrhunderts. Aus dem zweiten Viertel des 13. Jahrhunderts stammt eine dritte Kirche an gleichem Ort, von der urkundlich für das Jahr 1327 belegt ist, dass sie einen der heiligen Margareta geweihten Altar beherbergte.
Zwischen 1320 und 1530 zog eine vorgeblich wundertätige Statue der heiligen Margareta im Inneren der Kirche viele Pilger aus dem norddeutschen Raum an. Für einen Wallfahrtsort wurde die Kirche bald zu klein und daher ab der zweiten Hälfte des 14. Jahrhunderts erweitert. Mit dem Abschluss der Umbauten im Jahr 1497 erhielt die Kirche ihre heutige Gestalt. Die Grundfläche der nun spätgotischen Hallenkirche wurde mit dem Umbau wesentlich vergrößert.
Im Jahre 1527 führte Graf Konrad von Tecklenburg die Reformation in der Teilherrschaft Rheda ein. Er beendete wahrscheinlich erst nach der Regierungsübernahme (1534) die Verehrung der heiligen Margareta und entfernte deren angeblich wundertätige Statue aus der Kirche. Dessen Enkel Arnold II. (IV.) von Bentheim-Tecklenburg ersetzte im Jahr 1588 das lutherische durch das reformierte Bekenntnis, dem die Kirchengemeinde der Stadtkirche noch heute angehört.

## Ausstattung

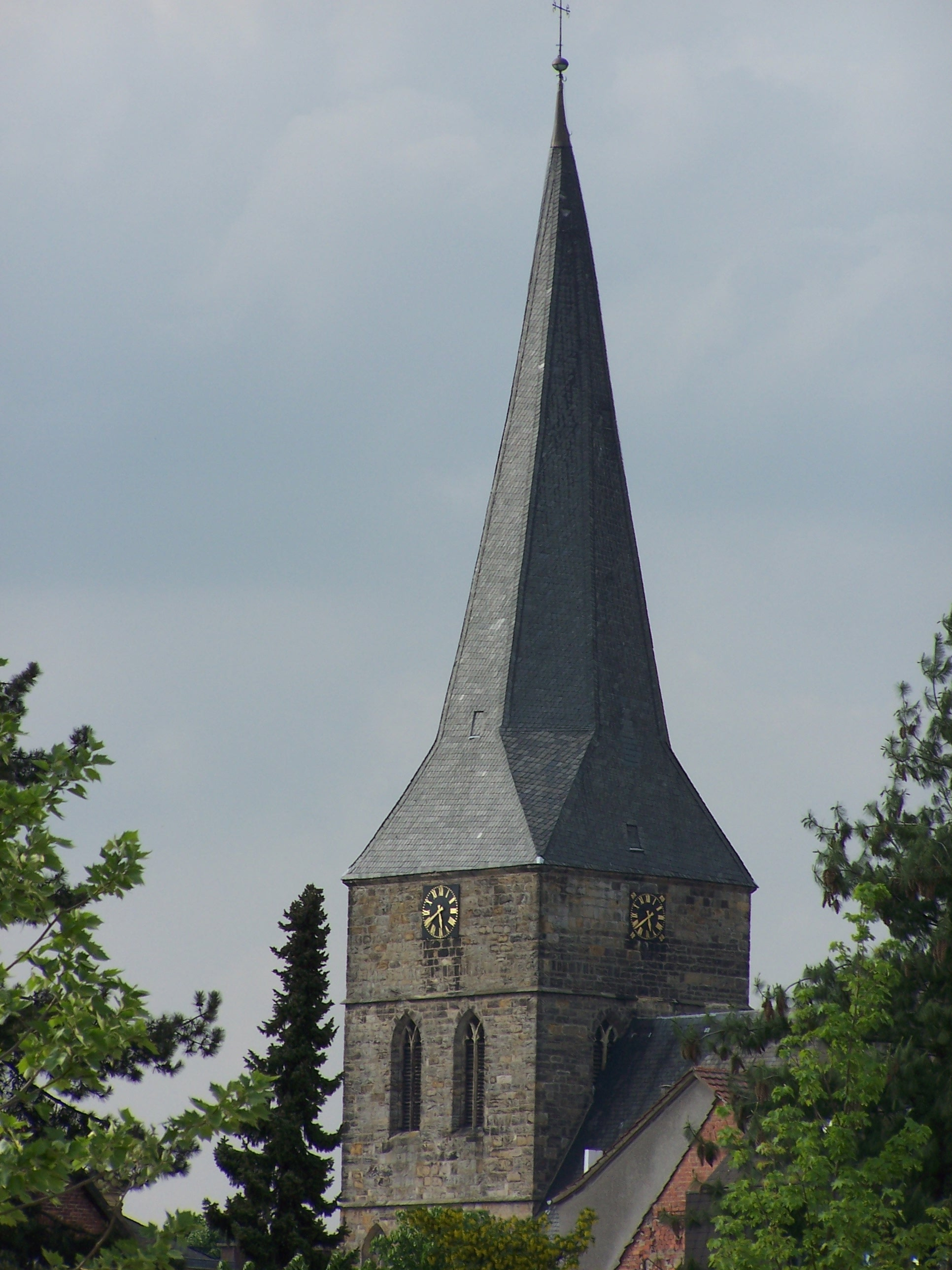
Turm der evangelischen Stadtkirche (2006)

### Orgel
Die Orgel der Stadtkirche wurde 1835 von dem westfälischen Orgelbauer Heinrich Wilhelm Breidenfeld erbaut. In den 1950er Jahren wurde das Instrument im neobarocken Stil neu errichtet, und in den Jahren 2002–2003 durch die Orgelbaufirma Klais (Bonn) erneut restauriert, wobei der historische Zustand – soweit möglich – wiederhergestellt wurde. Das rein mechanische Instrument hat 37 Register auf drei Manualen und Pedal.
| I Unterwerk C–f3 |                 |       |
| 1.               | Geigenprincipal | 8′    |
| 2.               | Bordun          | 8′    |
| 3.               | Viola di Gamba  | 8′    |
| 4.               | Flute traverse  | 8′    |
| 5.               | Principal       | 4′    |
| 6.               | Gemshorn        | 4′    |
| 7.               | Quintflöte      | 3′    |
| 8.               | Octave          | 2′    |
| 9.               | Sesquialter II  | 2 ⁄3′ |
| 10.              | Mixtur III      | 1 ⁄3′ |
| 11.              | Hautbois        | 8′    |
|                  | Tremulant       |       |

| II Hauptwerk C–f3 |             |     |
| 12.               | Bordun      | 16′ |
| 13.               | Principal   | 8′  |
| 14.               | Gedackt     | 8′  |
| 15.               | Quintade    | 8′  |
| 16.               | Octave      | 4′  |
| 17.               | Rohrflöte   | 4′  |
| 18.               | Quinte      | 3′  |
| 19.               | Octave      | 2′  |
| 20.               | Mixtur IV-V | 2′  |
| 21.               | Cymbel III  | 1′  |
| 22.               | Trompete    | 8′  |

| III Echowerk C–f3 |               |        |
| 23.               | Hohlflöte     | 8′     |
| 24.               | Salicional    | 8′     |
| 25.               | Principal     | 4′     |
| 26.               | Flute douce   | 4′     |
| 27.               | Spitzflöte    | 2′     |
| 28.               | Campanetti II | 1 3⁄5′ |
| 29.               | Vox humana    | 8′     |
|                   | Tremulant     |        |

| Pedalwerk C–f1 |              |     |
| 30.            | Violon       | 16′ |
| 31.            | Subbaß       | 16′ |
| 32.            | Principalbaß | 8′  |
| 33.            | Cello        | 8′  |
| 34.            | Octave       | 4′  |
| 35.            | Posaune      | 16′ |
| 36.            | Trompete     | 8′  |
| 37.            | Trompete     | 4′  |

- Koppeln: I/II, III/II (jeweils als Schiebekoppeln), I/P, II/P, III/P